# Kaitajärvi (sjö i Finland, Lappland, lat 66,88, long 25,23)
Kaitajärvi är en sjö i Finland. Den ligger i kommunen Rovaniemi i landskapet Lappland, i den norra delen av landet, 700 km norr om huvudstaden Helsingfors. Kaitajärvi ligger 156,3 meter över havet. Arean är 13,2 hektar och strandlinjen är 2,86 kilometer lång. Sjön  ingår i Kemi älvs huvudavrinningsområde. 